# Joppa Baptist Church and Cemetery
L'ensemble dit Joppa Baptist Church and Cemetery est un district historique américain composé d'une église baptiste et d'un cimetière situés dans le comté d'Edmonson, au Kentucky. Protégé au sein du parc national de Mammoth Cave, il est inscrit au Registre national des lieux historiques depuis le 8 mai 1991.